# Gran Premio di Germania 1976
Il Gran Premio di Germania 1976 è stata la decima prova della stagione 1976 del Campionato mondiale di Formula 1. Si è corsa domenica 1º agosto 1976 sul Nürburgring Nordschleife. La gara è stata vinta dal britannico James Hunt su McLaren-Ford Cosworth; per il vincitore si trattò del quarto successo nel mondiale. Ha preceduto sul traguardo il sudafricano Jody Scheckter su Tyrrell-Ford Cosworth e il tedesco Jochen Mass, anch'egli su McLaren-Ford Cosworth.
La gara viene ricordata per il grave incidente che occorse a Niki Lauda, pilota della Scuderia Ferrari. A seguito dell'incidente la F1 abbandonò l'utilizzo della Nordschleife.

## Vigilia

### Aspetti sportivi
L'italiano Arturo Merzario, che fino a quel momento aveva avuto a disposizione una March, prese il posto di Jacky Ickx alla Wolf-Williams. La RAM, per far coppia con Lella Lombardi al posto di Bob Evans, affidò una delle due sue Brabham al tedesco Rolf Stommelen (che mancava dal Gran Premio d'Italia 1975 corso con la Hill). Fece il suo esordio nel mondiale il pilota lombardo Alessandro Pesenti-Rossi con una Tyrrell della Scuderia GULF Rondini.
Venne iscritto anche Larry Perkins con la Boro, ma non prese parte nemmeno alle prove così come Mike Wilds, iscritto su una Shadow del Team PR Reilly,  ma non presente.
La CSI (Commissione sportiva internazionale) prese posizione contro la riammissione in classifica nel Gran Premio di Spagna di James Hunt e Jacques Laffite, decisa dal Tribunale della FIA. La CSI chiese che la procedura presso il tribunale divenisse scritta e si desse la possibilità allo stesso, anche sollecitato dalle parti coinvolte, di svolgere ulteriori indagini sui fatti presi in esame dal Tribunale. Il 22 luglio, nel frattempo, la Federazione Automobilistica Francese aveva riammesso John Watson in classifica del gran premio del Paul Ricard, al terzo posto.
I piloti, in una riunione tenuta nel corso del weekend del GP di Long Beach, avevano criticato la pericolosità del tracciato, minacciando anche il boicottaggio della gara. Sulla Nordschleife, da inizio anno, erano già morti tre piloti, e l'omologazione per corrervi scadeva a fine 1976.

## Qualifiche

### Resoconto

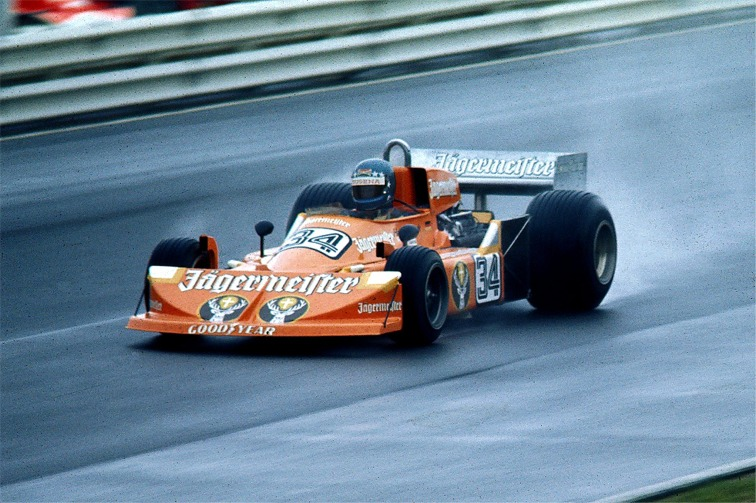
Hans-Joachim Stuck, autore del quarto tempo nelle qualifiche del Gran Premio.

Nella prima giornata di prove il miglior tempo venne fatto da James Hunt, che chiuse con 7'06"5, sopra il 6'58"6 fatto segnare da Niki Lauda nel 1975. L'austriaco fece comunque segnare il secondo tempo, davanti a Patrick Depailler, Hans-Joachim Stuck e Clay Regazzoni.
Lauda scontò dei problemi di sovrasterzo, mentre Regazzoni fu autore di un testacoda e soffrì per delle perdite di potenza sulla sua vettura. Anche Vittorio Brambilla fu protagonista di un incidente. Al termine delle prove le due Brabham del team RAM vennero sequestrate dalla polizia tedesca su richiesta del pilota svizzero Loris Kessel, che era stato appiedato dalla scuderia dopo il gran premio di Francia. Rolf Stommelen fu così assunto dal team ufficiale Brabham per il prosieguo del weekend. Il tedesco venne iscritto col numero 77 che non veniva utilizzato in una gara valida per il mondiale dalla 500 Miglia di Indianapolis 1959, usato da Mike Magill.
Il sabato una leggera pioggia disturbò le prove, tanto che nessuno dei piloti di testa riuscì a migliorare il proprio tempo. Hunt conquistò così la pole numero 5, davanti ancora a Niki Lauda. Nuovamente Brambilla fu autore di un incidente così come Arturo Merzario, quest'ultimo per il cedimento di un portamozzo sulla sua Wolf Williams.

### Risultati
Nella sessione di qualifica si è avuta questa situazione:
| Pos | Nº | Pilota                   | Costruttore                 | Tempo  | Griglia |
| --- | -- | ------------------------ | --------------------------- | ------ | ------- |
| 1   | 11 | James Hunt               | McLaren-Ford Cosworth       | 7'06"5 | 1       |
| 2   | 1  | Niki Lauda               | Ferrari                     | 7'07"4 | 2       |
| 3   | 4  | Patrick Depailler        | Tyrrell-Ford Cosworth       | 7'08"8 | 3       |
| 4   | 34 | Hans-Joachim Stuck       | March-Ford Cosworth         | 7'09"1 | 4       |
| 5   | 2  | Clay Regazzoni           | Ferrari                     | 7'09"3 | 5       |
| 6   | 26 | Jacques Laffite          | Ligier-Matra                | 7'11"3 | 6       |
| 7   | 8  | Carlos Pace              | Brabham-Alfa Romeo          | 7'12"0 | 7       |
| 8   | 3  | Jody Scheckter           | Tyrrell-Ford Cosworth       | 7'12"2 | 8       |
| 9   | 12 | Jochen Mass              | McLaren-Ford Cosworth       | 7'13"0 | 9       |
| 10  | 7  | Carlos Reutemann         | Brabham-Alfa Romeo          | 7'14"9 | 10      |
| 11  | 10 | Ronnie Peterson          | March-Ford Cosworth         | 7'14"9 | 11      |
| 12  | 5  | Mario Andretti           | Lotus-Ford Cosworth         | 7'16"1 | 12      |
| 13  | 9  | Vittorio Brambilla       | March-Ford Cosworth         | 7'17"7 | 13      |
| 14  | 19 | Alan Jones               | Surtees-Ford Cosworth       | 7'19"9 | 14      |
| 15  | 77 | Rolf Stommelen           | Brabham-Alfa Romeo          | 7'21"6 | 15      |
| 16  | 6  | Gunnar Nilsson           | Lotus-Ford Cosworth         | 7'23"0 | 16      |
| 17  | 22 | Chris Amon               | Ensign-Ford Cosworth        | 7'23"1 | 17      |
| 18  | 16 | Tom Pryce                | Shadow-Ford Cosworth        | 7'23"3 | 18      |
| 19  | 28 | John Watson              | Penske-Ford Cosworth        | 7'23"5 | 19      |
| 20  | 30 | Emerson Fittipaldi       | Copersucar-Ford Cosworth    | 7'28"0 | 20      |
| 21  | 20 | Arturo Merzario          | Wolf Williams-Ford Cosworth | 7'28"8 | 21      |
| 22  | 24 | Harald Ertl              | Hesketh-Ford Cosworth       | 7'30"0 | 22      |
| 23  | 17 | Jean-Pierre Jarier       | Shadow-Ford Cosworth        | 7'30"9 | 12      |
| 24  | 18 | Brett Lunger             | Surtees-Ford Cosworth       | 7'32"7 | 24      |
| 25  | 25 | Guy Edwards              | Hesketh-Ford Cosworth       | 7'38"6 | 25      |
| 26  | 40 | Alessandro Pesenti-Rossi | Tyrrell-Ford Cosworth       | 7'48"5 | 26      |
| NQ  | 37 | Lella Lombardi           | Brabham-Ford Cosworth       | 7'51"1 | NQ      |
| NQ  | 38 | Henri Pescarolo          | Surtees-Ford Cosworth       | 8'04"2 | NQ      |

## Gara

### Resoconto
La pioggia fece la sua apparizione sul tracciato pochi minuti prima della partenza, che era stata posticipata per la necessità di riparare delle protezioni lungo il tracciato, danneggiate nel corso di una gara di contorno.
Tutti i piloti scelsero così gomme da bagnato; l'unica eccezione fu Jochen Mass della McLaren che, consigliato da un amico, scelse gomme da asciutto, immaginando che il tempo potesse migliorare rapidamente. Alla partenza il comando della gara venne preso da Clay Regazzoni, che precedeva Jacques Laffite, James Hunt, Jochen Mass e Carlos Pace. Partì male Lauda che si trovò ottavo, passato quasi subito da Jody Scheckter e Ronnie Peterson, mentre Stuck fu costretto a partire ultimo per un problema alla frizione. Hunt passò Laffite già alla prima curva; il francese venne poi passato da Mass, Pace e Ronnie Peterson, poco dopo.
Nel corso del primo giro il protagonista fu Ronnie Peterson che scalò diverse posizioni, fino a ritrovarsi in testa dopo un testacoda di Clay Regazzoni. Lo svedese della March comandava davanti a Hunt, Mass, Pace, Regazzoni e Mario Andretti, altro protagonista di diversi sorpassi.
Al termine della prima tornata molti piloti decisero di cambiare gli pneumatici per passare a quelli da asciutto: non il battistrada Ronnie Peterson né Clay Regazzoni. Ora dietro allo svedese si trovava Jochen Mass, seguito da Regazzoni, Andretti, Nilsson e Hunt. Nel corso del secondo giro Mass, sfruttando le gomme slick, passò Peterson.
Ma nel secondo giro Niki Lauda, complice una "toccata" di troppo sul cordolo, sbandò in una curva al Bergwerk, il punto più lontano del circuito dai box, perdendo il controllo della sua Ferrari. La vettura scartò verso destra, colpì il guard-rail esterno e rimbalzò in mezzo alla pista, prendendo immediatamente fuoco; il sopraggiungente Guy Edwards riuscì ad evitarla, mentre Harald Ertl e Brett Lunger la colpirono in pieno. Nell'impatto Lauda perse il casco.
I tre piloti già citati, prontamente, scesero dalle loro vetture e riuscirono a estrarre Lauda dal relitto della vettura, aiutati anche dal sopraggiunto Arturo Merzario, che si era fermato appena visto l'incidente; quindi lo deposero sull'erba della via di fuga, ove gli furono prestati i primi soccorsi. Il pilota austriaco era gravemente ferito e ustionato, sicché venne trasferito in elicottero all'ospedale militare di Coblenza; da lì venne condotto prima al Trauma Clinic di Ludwigshafen, poi al Städliche Krankenanstalten di Mannheim, dove lottò tra la vita e la morte nei giorni seguenti.

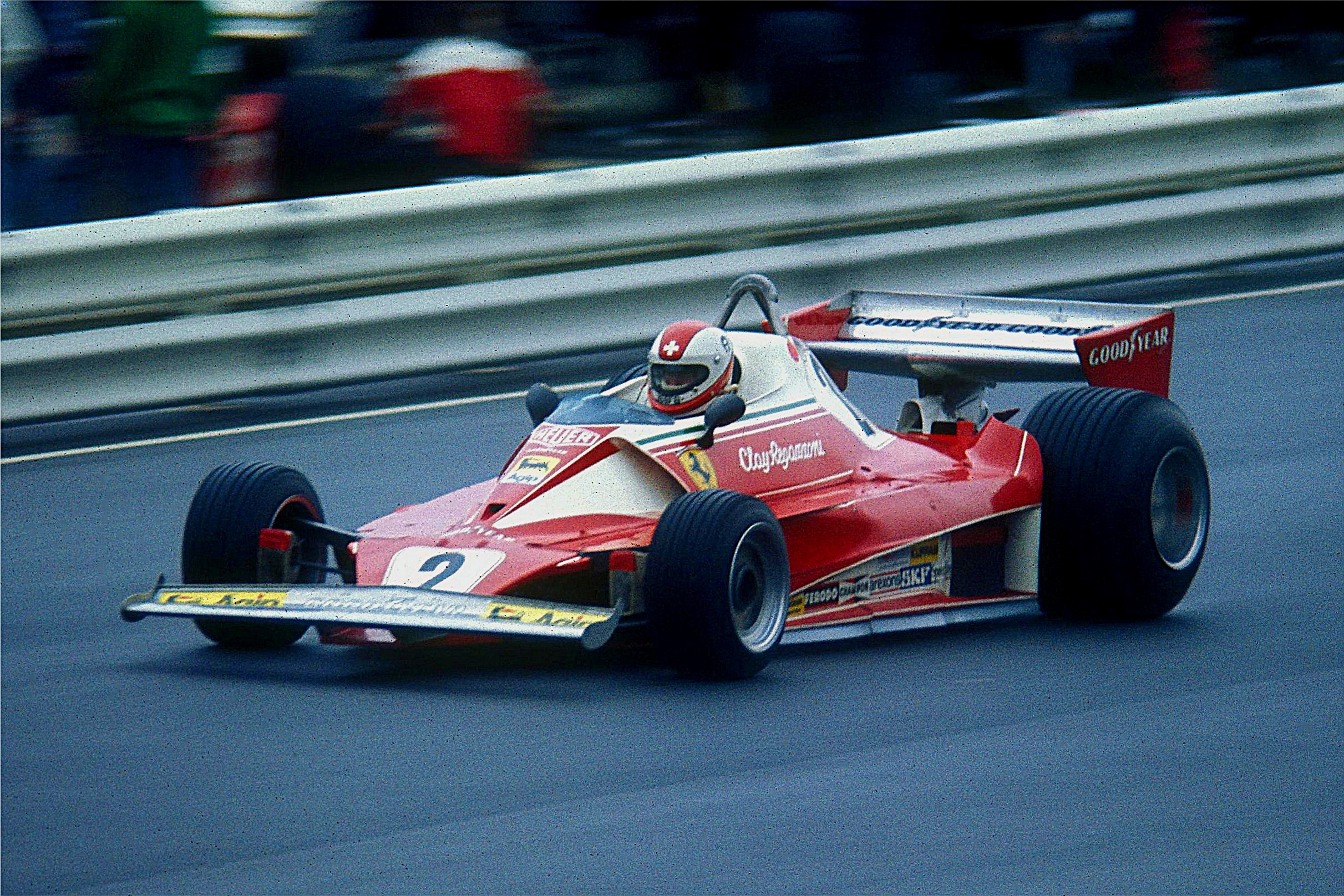
Clay Regazzoni con la 312 T2 durante le prove.

La gara venne interrotta: al momento dello stop Mass stava conducendo su Gunnar Nilsson e James Hunt. La nuova partenza venne fissata alle 16, per una lunghezza pari a quella inizialmente stabilita, di 14 giri. Ai piloti non venne consentito di utilizzare il muletto per rischierarsi sulla griglia di partenza e non venne data la possibilità a Henri Pescarolo, unico non qualificato con una vettura disponibile, di rimpiazzare uno dei piloti ritirati. Oltre a Niki Lauda, non ripresero parte alla gara Harald Ertl e Brett Lunger, a causa dell'impossibilità di riparare le loro vetture; Chris Amon che decise di non prendere parte alla nuova partenza per l'eccessiva pericolosità del tracciato. Anche Stuck non partì, a causa del problema alla frizione scontato alla prima partenza, così come Jacques Laffite, che si trovò col cambio guasto.
Al secondo via i piloti ripartirono dalla posizione ottenuta nelle qualifiche, senza che venissero occupati gli stalli di partenza dei piloti ritiratisi.
James Hunt prese la testa della gara davanti a Clay Regazzoni, Patrick Depailler, Jody Scheckter, Pace e Peterson. Al Flugplatz Peterson perse il controllo della sua March ed ebbe incidente, mentre Scheckter, nel tentativo di passare Depailler mise parte della vettura fuori dal tracciato, perdendo così diverse posizioni. Clay Regazzoni ebbe un altro testacoda, con Depailler che uscì di pista, ritirandosi, per evitare la Ferrari. Pace superò inoltre Scheckter e così terminò il giro in seconda posizione, dietro a Hunt. La classifica vedeva, dopo i primi tre, Regazzoni, Nilsson, Brambilla e Andretti.
Nel secondo giro Jody Scheckter ripassò Pace, mentre Mass entrò in zona punti passando Andretti. Vittorio Brambilla ebbe un incidente al ponte di Adenau a causa di un problema all'impianto frenante della sua March. Regazzoni il giro seguente sorpassò Pace, entrando sul podio virtuale. Al quinto giro Mass passò anche Nilsson
Al settimo giro un errore di Gunnar Nilsson permise ad Andretti di passare in zona punti. Tre giri dopo Andretti fu costretto a una sosta ai box per sostituire la batteria, mentre Mass passò anche Pace, installandosi al quarto posto. Al giro 12 Regazzoni fu autore di una sortita di pista al Karrousel che distrusse il musetto della sua vettura. Tornato ai box perse diverse posizioni. Entrò in zona punti così Rolf Stommelen.
Vinse Hunt, per la quarta volta in carriera. Questa fu l'ultima volta in cui si svolse un Gran Premio di Formula 1 sulla Nordschleife.

### Risultati
I risultati del gran premio sono i seguenti:
| Pos | No | Pilota                   | Costruttore                 | Giri | Tempo/Ritiro                  | Pos.Griglia | Punti |
| --- | -- | ------------------------ | --------------------------- | ---- | ----------------------------- | ----------- | ----- |
| 1   | 11 | James Hunt               | McLaren-Ford Cosworth       | 14   | 1:41'42"7                     | 1           | 9     |
| 2   | 3  | Jody Scheckter           | Tyrrell-Ford Cosworth       | 14   | + 27"7                        | 8           | 6     |
| 3   | 12 | Jochen Mass              | McLaren-Ford Cosworth       | 14   | + 52"4                        | 9           | 4     |
| 4   | 8  | Carlos Pace              | Brabham-Alfa Romeo          | 14   | + 54.2                        | 7           | 3     |
| 5   | 6  | Gunnar Nilsson           | Lotus-Ford Cosworth         | 14   | + 1'57"3                      | 16          | 2     |
| 6   | 77 | Rolf Stommelen           | Brabham-Alfa Romeo          | 14   | + 2'30"3                      | 15          | 1     |
| 7   | 28 | John Watson              | Penske-Ford Cosworth        | 14   | + 2'33"9                      | 19          |       |
| 8   | 16 | Tom Pryce                | Shadow-Ford Cosworth        | 14   | + 2'48"2                      | 18          |       |
| 9   | 2  | Clay Regazzoni           | Ferrari                     | 14   | + 3'46"0                      | 5           |       |
| 10  | 19 | Alan Jones               | Surtees-Ford Cosworth       | 14   | + 3'47"3                      | 14          |       |
| 11  | 17 | Jean-Pierre Jarier       | Shadow-Ford Cosworth        | 14   | + 4'51"7                      | 23          |       |
| 12  | 5  | Mario Andretti           | Lotus-Ford Cosworth         | 14   | + 4'58"1                      | 12          |       |
| 13  | 30 | Emerson Fittipaldi       | Copersucar-Ford Cosworth    | 14   | + 5'25"2                      | 20          |       |
| 14  | 40 | Alessandro Pesenti-Rossi | Tyrrell-Ford Cosworth       | 13   | + 1 Giro                      | 26          |       |
| 15  | 25 | Guy Edwards              | Hesketh-Ford Cosworth       | 13   | + 1 Giro                      | 25          |       |
| Rit | 20 | Arturo Merzario          | Wolf Williams-Ford Cosworth | 3    | Freni                         | 21          |       |
| Rit | 9  | Vittorio Brambilla       | March-Ford Cosworth         | 1    | Incidente                     | 13          |       |
| Rit | 4  | Patrick Depailler        | Tyrrell-Ford Cosworth       | 0    | Incidente                     | 3           |       |
| Rit | 7  | Carlos Reutemann         | Brabham-Alfa Romeo          | 0    | Alimentazione                 | 10          |       |
| Rit | 10 | Ronnie Peterson          | March-Ford Cosworth         | 0    | Incidente                     | 11          |       |
| Rit | 34 | Hans-Joachim Stuck       | March-Ford Cosworth         | 0    | Frizione                      | 4           |       |
| Rit | 26 | Jacques Laffite          | Ligier-Matra                | 0    | Cambio                        | 6           |       |
| Rit | 22 | Chris Amon               | Ensign-Ford Cosworth        | (1)  | Ritiro Volontario             | 17          |       |
| Rit | 1  | Niki Lauda               | Ferrari                     | (1)  | Incidente alla prima partenza | 2           |       |
| Rit | 18 | Brett Lunger             | Surtees-Ford Cosworth       | (1)  | Incidente alla prima partenza | 24          |       |
| Rit | 24 | Harald Ertl              | Hesketh-Ford Cosworth       | (1)  | Incidente alla prima partenza | 22          |       |
| NQ  | 37 | Lella Lombardi           | Brabham-Ford Cosworth       |      |                               |             |       |
| NQ  | 38 | Henri Pescarolo          | Surtees-Ford Cosworth       |      |                               |             |       |
| SP  | 36 | Rolf Stommelen           | Brabham-Ford Cosworth       |      | Vettura indisponibile         |             |       |
| NA  | 39 | Larry Perkins            | Boro-Ford Cosworth          |      |                               |             |       |
| NA  | 41 | Mike Wilds               | Shadow-Ford Cosworth        |      |                               |             |       |

## Statistiche
Piloti
- 4ª vittoria per James Hunt
- 1º Gran Premio per Alessandro Pesenti-Rossi

Costruttori
- 18° vittoria per la McLaren
- 250º Gran Premio per la Ferrari

Motori
- 90ª vittoria per il motore Ford Cosworth

Giri al comando
- James Hunt (1-14)

## Classifiche

### Piloti
| Pos | Pilota             | Punti |
| --- | ------------------ | ----- |
| 1   | Niki Lauda         | 61    |
| 2   | Jody Scheckter     | 36    |
| 3   | James Hunt         | 35    |
| 4   | Patrick Depailler  | 26    |
| 5   | Clay Regazzoni     | 16    |
| 6   | Jochen Mass        | 14    |
| 7   | John Watson        | 10    |
| 8   | Jacques Laffite    | 10    |
| 9   | Tom Pryce          | 7     |
| 10  | Carlos Pace        | 7     |
| 11  | Gunnar Nilsson     | 6     |
| 12  | Hans-Joachim Stuck | 6     |
| 13  | Alan Jones         | 4     |
| 14  | Carlos Reutemann   | 3     |
| 15  | Mario Andretti     | 3     |
| 16  | Emerson Fittipaldi | 3     |
| 17  | Chris Amon         | 2     |
| 18  | Rolf Stommelen     | 1     |

### Costruttori
| Pos | Costruttore              | Punti |
| --- | ------------------------ | ----- |
| 1   | Ferrari                  | 64    |
| 2   | Tyrrell -Ford Cosworth   | 49    |
| 3   | McLaren-Ford Cosworth    | 40    |
| 4   | Penske-Ford Cosworth     | 10    |
| 5   | Ligier-Matra             | 10    |
| 6   | Brabham-Alfa Romeo       | 9     |
| 7   | Lotus-Ford Cosworth      | 8     |
| 8   | Shadow-Ford Cosworth     | 7     |
| 9   | March-Ford Cosworth      | 6     |
| 10  | Surtees-Ford Cosworth    | 4     |
| 11  | Copersucar-Ford Cosworth | 3     |
| 12  | Ensign-Ford Cosworth     | 2     |
| 13  | Parnelli-Ford Cosworth   | 1     |